# 四維國小站
四維國小站，副站名「二分埔」，位於臺中市北屯區二分埔，為臺中捷運綠線（烏日文心北屯線）之捷運車站。從車站往東約200公尺為臺中市立四維國民小學。

## 概要
- 計劃時站名取自當地地名二分埔[2][3]、當時車站編號G5。

- 2013年3月15日 - 工程開始[4]（pp. 4-5）。
- 2018年6月30日 - 公告站名[5]。
- 2020年
  - 11月16日 - 試營運（12月15日共4週免費）[6]。
  - 11月22日 - 連接器牽引裝置軸心斷裂，試營運中止[7]。
- 2021年
  - 3月25日 - 重啟試營運（至4月23日間的30日內持IC卡免費。4月24日休息）[8]。
  - 4月25日 - 正式營運[8]。

## 車站概要
車站位於文心路四段與天津路四段路口附近（文心路四段上）；車站編號為105，副站名取自車站所在地地名「二分埔」。

## 車站構造
高架車站，兩座側式月台，一個出入口。

### 車站樓層
| 地上 四樓          | 轉換層                              | 月台連絡天橋 |
| 地上 三樓          |                                     |              |
| 側式月台，右側開門 |                                     |              |
| ①號月台            | 綠線 往北屯總站方向（松竹站）       |              |
| ②號月台            | 綠線 往高鐵台中站方向（文心崇德站） |              |
| 側式月台，右側開門 |                                     |              |
| 穿堂層             | 出入口、服務台、驗票口、自動售票機  |              |

| 地上 二樓 | 中間層 | 樓梯、電扶梯轉接平台 |
| 地面      |        |                      |
| 出入口    | 出入口 |                      |

### 車站出口
於文心路與天津路交叉路口東南角設有單側出入口，以土地開發方式辦理。另預留未來增設對側出入口之銜接口。
| 出入口                             | 圖片 | 位置                       |
| ---------------------------------- | ---- | -------------------------- |
| 單一出入口 · 設有電梯 · 設有手扶梯 |      | 文心路四段與天津路四段路口 |
| 註： 設有電梯 \| 設有手扶梯        |      |                            |

## 利用狀況
四維國小站2022全年每日進出人次約2,177人次，在台中捷運系統中排名第11。
| 年   | 年間    | 年間    | 年間     | 單日平均 | 單日平均 |
| 年   | 進站    | 出站    | 進出站計 | 進站     | 進出站   |
| ---- | ------- | ------- | -------- | -------- | -------- |
| 2022 | 381,921 | 412,860 | 794,781  | 1,046    | 2,177    |

## 相片集

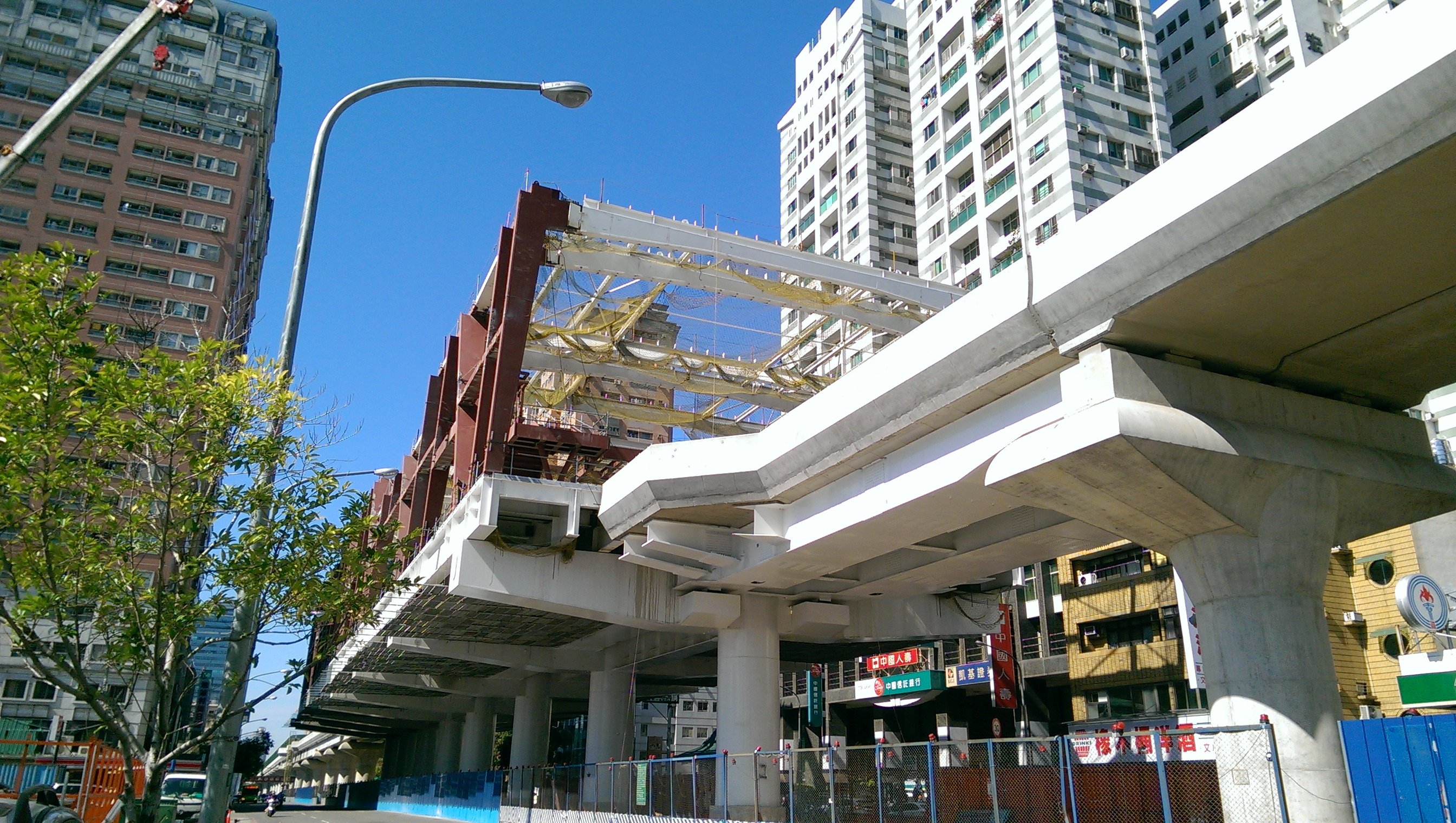
興建中的四維國小站（2016年1月）
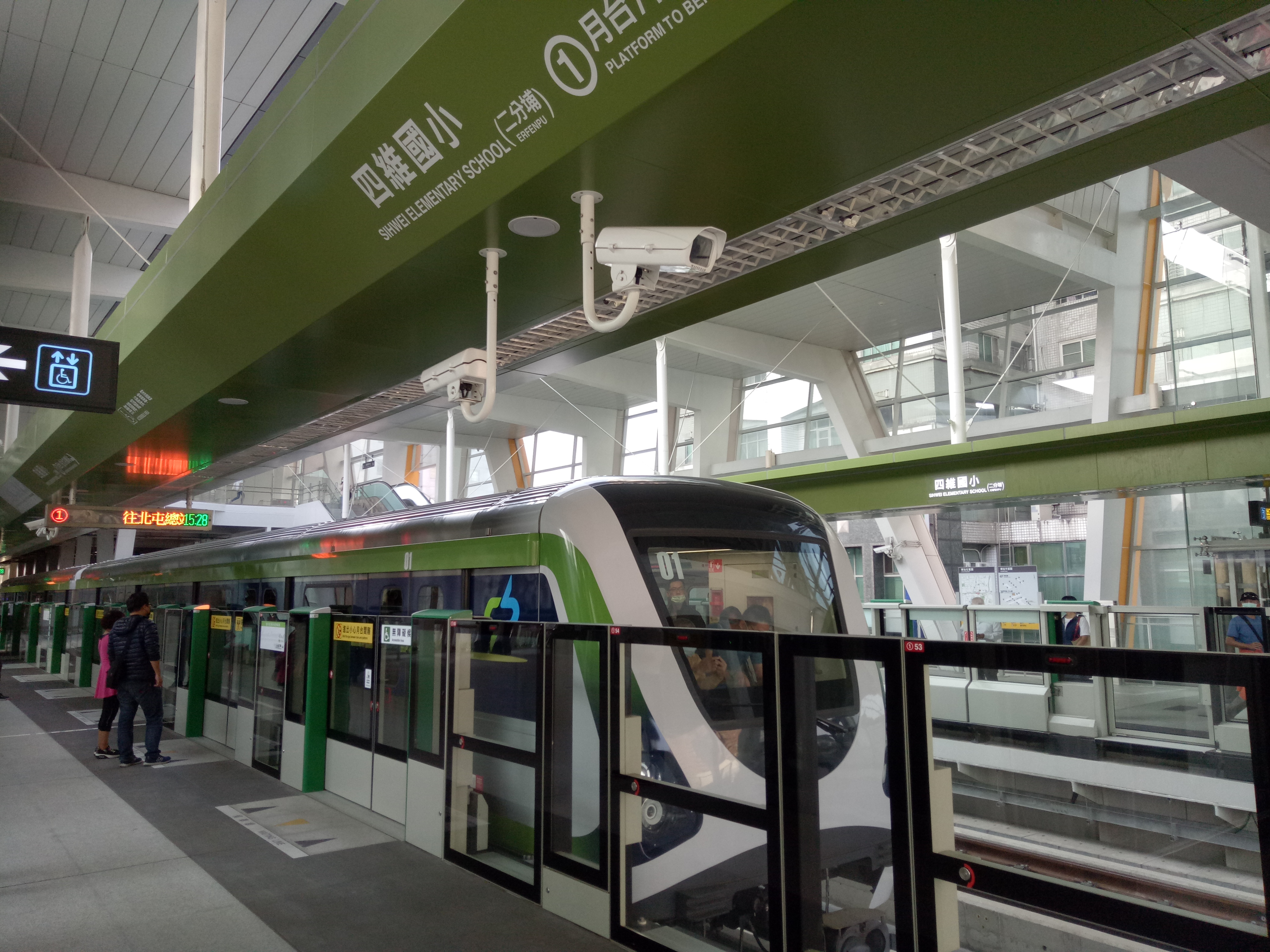
四維國小站1號月台

## 外部連結
- 臺中捷運烏日文心北屯線土地開發場站共構大樓案說明會
- 捷運綠線(公開)
- 四維國小站（台中捷運股份有限公司） （页面存档备份，存于）